# 1184
1184 (MCLXXXIV) fue un año bisiesto comenzado en domingo del calendario juliano.

## Acontecimientos
- Se establece la inquisición medieval.
- Se inicia la construcción de la Giralda en Sevilla
- 18 de marzo - Japón: Batalla de Ichi no Tani, en la cual Las fuerzas del clan Minamoto (Genji) derrotan a las del clan Taira (Heike).
- Kusunoki Masashige defiende Yamashiro de Akasaka.
- Creación en Francia de la Inquisición
- Galicia - Batalla de Santarem. Participación del arzobispo compostelano con 20 000 hombres. Derrota árabe.
- Refundación de Villava (Navarra)
- Concilio de Verona, donde se condena la entonces herejía valdense, hoy parte de Iglesia protestante.

## Nacimientos
- Alfonso Fernández de León. Hijo ilegítimo del rey Fernando II de León y de Urraca López de Haro.

## Fallecimientos
- 29 de julio: Abu Yaqub Yusuf, califa almohade entre 1163 y 1184 (n. 1135).
- García Fernández de León. Hijo ilegítimo del rey Fernando II de León y de Urraca López de Haro.
- Arnaud de Torroja, Gran Maestre de la Orden del Temple.
- Ermengol VII, conde de Urgel.
- Inés de Courtenay